# NGC 3614
NGC 3614 é uma galáxia espiral (Sc) localizada na direcção da constelação de Ursa Major. Possui uma declinação de +45° 44' 55" e uma ascensão recta de 11 horas, 18 minutos e 21,6 segundos.
A galáxia NGC 3614 foi descoberta em 5 de fevereiro de 1788 por William Herschel.